# روي سي. بوث
روي سي. بوث (بالإنجليزية: Roy C. Booth)‏ (26 أغسطس 1965)؛ روائي أمريكي.

## روابط خارجية
- روي سي. بوث على موقع IMDb (الإنجليزية)